# Merosargus spatulatus
Merosargus spatulatus är en tvåvingeart som först beskrevs av Samuel Wendell Williston  1900.  Merosargus spatulatus ingår i släktet Merosargus och familjen vapenflugor. Inga underarter finns listade i Catalogue of Life.